# Emil Studer
Emil Studer (né le 11 mai 1914 et mort à une date inconnue) est un gymnaste suisse.

## Palmarès

### Jeux olympiques
- Londres 1948
  -  Médaille d'argent au concours par équipes[1].